# Acme (Washington)
Acme je obec v okrese Whatcom v americkém státě Washington. V roce 2010 zde žilo 246 lidí a jeho rozloha byla 25,4 km². Nachází se v údolí jižního ramene řeky Nooksack mezi Severními Kaskádami a Whatcomským jezerem. Místně je známé jako malebné území s mnoha příležitostmi pro táboření na břehu jezera. Okolo roku 1887 jej pojmenoval Samuel Parks po svém zpěvníku. Při sčítání lidu v roce 2010 zde žilo 246 lidí, z nichž 92 % byli běloši, 1 % původní obyvatelé a 3 % byla hispánského původu.